# Димитријевић
Димитријевић је српско патронимско презиме изведено од мушког имена Димитрије. 

## Особе
- Бојан Димитријевић (1963), политичар.
- Бојан Димитријевић (1973), глумац.
- Војин Димитријевић (1932—2012), борац за људска права.
- Драгутин Димитријевић Апис (1876—1917), официр и обавештајац.
- Зоран Димитријевић (1962—2006), фудбалер
- Јелена Димитријевић (1862), списатељица.
- Милош Димитријевић (1984), фудбалер.
- Ненад Димитријевић (1998), македонски кошаркаш.